# Seznam dílů seriálu Incorporated
Toto je seznam dílů seriálu Incorporated. Seriál měl premiéru 30. listopadu 2016 na americké stanice Syfy.

## Přehled řad
| Řada | Díly | Premiéra v USA     | Premiéra v USA |
| Řada | Díly | První díl          | Poslední díl   |
| ---- | ---- | ------------------ | -------------- |
| 1    | 10   | 30. listopadu 2016 | 25. ledna 2017 |

## Seznam dílů
| Č. v seriálu | Původní název           | Režie                      | Scénář                                                           | Premiéra v USA     |
| ------------ | ----------------------- | -------------------------- | ---------------------------------------------------------------- | ------------------ |
| 1            | Vertical Mobility       | Alex Pastor a David Pastor | Alex Pastor a David Pastor                                       | 30. listopadu 2016 |
| 2            | Downsizing              | Jeff Woolnough             | Ted Humphrey                                                     | 7. prosince 2016   |
| 3            | Human Resources         | Alex Pastor a David Pastor | Alex Pastor a David Pastor                                       | 14. prosince 2016  |
| 4            | Cost Containment        | David Grossman             | Chris Downey                                                     | 21. prosince 2016  |
| 5            | Profit and Loss         | Daniel Stamm               | námět: Mike Batistick scénář: Joshua Hale Fialkov a Aiyana White | 28. prosince 2016  |
| 6            | Sweating the Assets     | Nick Gomez                 | Allison Moore                                                    | 4. ledna 2017      |
| 7            | Executables             | Darnell Martin             | Michael Batistick a Joshua Hale Fialkov                          | 11. ledna 2017     |
| 8            | Operational Realignment | Christoph Schrewe          | Qui Nguyen a Patrick Moss                                        | 18. ledna 2017     |
| 9            | Burning Platform        | David J. Frazee            | Molly Nussbaum a Aiyana White                                    | 25. ledna 2017     |
| 10           | Golden Parachute        | Kelly Makin                | Alex Pastor a David Pastor                                       | 25. ledna 2017     |